# Thomas Stangl
Thomas Stangl (Aufhausen, 21 dicembre 1854 – Würzburg, 4 agosto 1921) è stato un filologo classico e docente tedesco, critico e ricercatore di testi antichi.
Si fa spesso riferimento a lui per la sua edizione di scholia ai discorsi di Cicerone (Ciceronis orationum scholiastae), specialmente per il suo lavoro su Quinto Asconio Pediano e sugli Scholia Bobiensia.

## Biografia
Nel 1883 ottenne l'abilitazione alla filologia classica e prestò servizio come professore associato (dal 1900) e professore ordinario (dal 1919) presso l'Università di Würzburg.

## Opere
- Boethiana: vel Boethii commentariorum in Ciceronis topica emendationes ex octo codicibus haustas et auctas observibus grammaticis (1882), sui commenti di Boezio alla Topica di Cicerone; tesi di laurea di Stangl all'Università di Monaco di Baviera.
- Der sogenannte Gronovscholiast zu elf ciceronischen Reden (1884), Scholia Gronoviana sui discorsi di Cicerone.
- Orator ad Brutum (1885) e Brutus de claris oratoribus (1886), testo con note in latino sulle opere di Cicerone.
- Senator Cassiodoro (1887).
- Tulliana et Mario-Victoriniana (1887/88), note (in tedesco) sui discorsi di Cicerone e sui commenti di Gaio Mario Vittorino, testo integrale scaricabile .
- Virgiliana: Die grammatischen Schriften des Galliers Virgilius Maro, auf Grund einer erstmaligen Vergleichung der Handschrift von Amiens und einer erneuten der Handschriften von Paris und Neapel (1891), su Virgilio Marone Grammatico, testo completo su Internet Archive.
- M. Tulli Ciceronis De Oratore (1893), un'edizione del De oratore di Cicerone, testo integrale scaricabile .
- Bobiensia: neue Beiträge zur Textkritik und Sprache der Bobienser Ciceroscholien (1894), sugli Scholia Bobiensia, testo integrale scaricabile.
- Tulliana: Der Text des Thesaurus Linguae Latinae zu Cicero de oratore in ausgewählten Stellen besprochen (1898).
- D. Curti Rufi Historiarum Alexandri Magni (1902), un'edizione delle parti esistenti della biografia di Alessandro Magno di Quinto Curzio Rufo , testo completo scaricabile da Google Libri, disponibile anche tramite Internet Archive.
- Pseudoasconiana. Textgestaltung und Sprache der anonymen Scholien zu Ciceros vier ersten Verrinen (1909), anonimo scolio su In Verrem, primo discorso di Cicerone contro Verre, già attribuito ad Asconio.
- Ciceronis orationum scholiastae Asconius, scholia bobiensia, scholia pseudasconii sangallensia, scholia cluniacensia et recentiora ambrosiana ac vaticana, scholia lugdunensia sive gronoviana et eorum excerpta lugoliadunensia (1912, ristampato nel 1964), edizione di Quinto Asconio Pediano e altri schobboni. Il valore di questa edizione, che attinge al lavoro precedente di Stangl, è indicato dalla sua ristampa a 50 anni dalla sua pubblicazione iniziale.
- Lactantiana (1915), note su Lattanzio.